# Îles Natuna
Les îles Natuna, en indonésien Kepulauan Natuna, forment un archipel d'Indonésie constitué de 272 îles situées en mer de Chine méridionale, entre la péninsule Malaise et l'île de Bornéo. Il forme un kabupaten de la province des îles Riau. L'archipel est une des parties les plus septentrionales de l'Indonésie. Il comprend plusieurs des îles frontalières d'Indonésie.
Sa population est d'environ 100 000 habitants.
Les principales îles sont Natuna proprement dite, l'ensemble des Natuna du Sud et les îles Tambelan. Le groupe des Natuna du Sud comprend les îles de Serasan, Panjang et Subi.
Bien qu'elles soient situées à plusieurs centaines de kilomètres à l'ouest, on inclut parfois dans les Natuna les îles Anambas, qui comprennent notamment les îles de Terempah, Matak et Jemaja Andriabu.

## Économie
Les habitants des Natuna vivent de la pêche et de l'agriculture.
L'archipel possède le plus gros champ de gaz naturel du monde, mais qui comporte 70 % de CO2. Les réserves en sont estimées à 1,3 milliard de m3. Le gaz déjà exploité est exporté à Singapour par un gazoduc sous-marin. L'île de Matak sert de base d'exploitation offshore.
Les liaisons vers le continent et les autres îles se font via l'aéroport de Ranai-Natuna.

## Écologie
L'archipel des Natuna possède une remarquable faune aviaire, avec 71 espèces enregistrées, dont de nombreuses sont en danger. Le singe de Natuna est l'une des 25 espèces de primates les plus menacées de notre planète.
On trouve de beaux récifs de corail dans les eaux alentour. Des tortues marines déposent leurs œufs sur les plages chaudes des îles Tambelan.

## Géopolitique

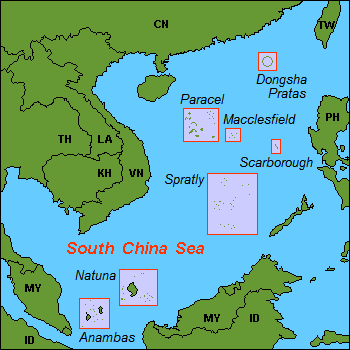
Ensembles de la mer de Chine méridionale.

Les Natuna sont situées dans une zone revendiquée par la Chine. En avril 2014 le général Moeldoko, chef des armées, s'est déclaré consterné que la Chine inclut une partie des Natuna à l'intérieur de sa « Ligne en neuf traits ». En novembre 2015 le patron de l'armée de l'air indonésienne, l’air chief marshal Agus Supriatna, déclarait que la base aérienne de Natuna était destinée à devenir une base militaire intégrée, le « Pearl Harbor de l'Indonésie ». La nouvelle base a été inaugurée en décembre 2018 par le chef des armées, l'air chief marshal Hadi Tjahjanto, qui a déclaré que la base était destinée à avoir un effet dissuasif contre les menaces aux frontières.
L'armée de l'air a construit à Natuna des installations permettant d'accueillir des avions de combat. La marine y a détaché un bataillon de marinir (fusiliers marins). Enfin, l'armée de terre indonésienne envisage d'y déployer des hélicoptères d'attaque Boeing AH-64 Apache.